# Nařízení o digitálních službách
Nařízení o digitálních službách, případně Akt o digitálních službách (zkratka DSA z anglického Digital Services Act) je nařízení EU, které bylo přijato 19. října 2022 s plnou účinností od 17. února 2024. Na základě nařízení jsou digitální společnosti v celé EU odpovědné za obsah zveřejněný na svých platformách, zejména nelegální obsah, transparentní reklamu a dezinformace. Nařízení aktualizuje směrnici o elektronickém obchodu z roku 2000 a bylo předloženo zároveň se zákonem o digitálních trzích (DMA).
DSA se vztahuje na online platformy a zprostředkovatele, tj. sociální sítě, tržiště a obchody s aplikacemi. Požaduje po nich, aby sdělovali regulačním orgánům, jak jejich algoritmy fungují, a poskytovali uživatelům vysvětlení, jak rozhodnují o moderování obsahu. Nařízení rovněž zavádí přísnější kontrolu cílené reklamy. Pro „velmi velké“ online platformy a vyhledávače (tj. ty, které mají v EU více než 45 milionů aktivních uživatelů měsíčně) nastala účinnost nařízení dříve a platí pro ně dodatečné požadavky.

## Cíle
Ursula von der Leyen navrhovala „nový zákon o digitálních službách“ v roce 2019 při své kandidatuře na předsednictví Evropské komise.
Výslovným účelem DSA je harmonizovat právní rámec Evropské unie pro nelegální obsah u zprostředkovatelů, zejména modernizací směrnice o elektronickém obchodu přijaté v roce 2000. Má nahradit zákony, které se objevily na vnitrostátní úrovni, například německý NetzDG a obdobné zákony v Rakousku ("Kommunikationsplattformen-Gesetz") a Francii ("Loi Avia"). Zákon o digitálních službách přijatý na evropské úrovni je těmto zákonům nadřazen.
Jde o novou legislativu zaměřenou na nelegální obsah, transparentní reklamu a dezinformace.

## Nové povinnosti platforem
Cílem DSA je „řídit postupy moderování obsahu na platformách sociálních médií“ a řešit nelegální obsah. Nařízení je uspořádáno do pěti kapitol, z nichž nejdůležitější jsou:
- kapitola 2: zproštění odpovědnosti zprostředkovatelů,
- kapitola 3: povinnosti zprostředkovatelů a
- kapitola 4: rámec spolupráce a prosazování mezi komisí a vnitrostátními orgány.

Podle DSA společnosti, které hostují data jiných, přebírají odpovědnost, když jsou informovány, že tato data jsou nezákonná.  Tato takzvaná „výjimka z podmíněné odpovědnosti“ se zásadně liší od legislativní praxe ve Spojených státech ("§ 230 CDA").
DSA se vztahuje na všechny poskytovatele zprostředkovatelských služeb, kteří nabízejí své služby uživatelům v Evropské unii, bez ohledu na to, zda tito poskytovatelé v EU sídlí.
Kromě výjimek z podmíněné odpovědnosti DSA zavedlo nové povinnosti pro platformy, například povinnost sdělit regulačním orgánům, jak fungují jejich algoritmy, transparentnost ohledně toho, jak jsou přijímána rozhodnutí o odstranění obsahu, nebo způsob, jakým inzerenti cílí na uživatele. Pro prosazování těchto povinností bylo vytvořeno Evropské centrum pro transparentnost algoritmů.
Přestože se většina ustanovení DSA vztahuje pouze na platformy, které mají více než 45 milionů uživatelů v Evropské unii, má nařízení dopady i mimo Evropu. Například Facebook, X, TikTok a dceřiná společnost Google YouTube tuto hranici splňují a podléhají proto novým povinnostem.
Firmám, které nové povinnosti nedodrží, hrozí pokuta do výše 6 % z jejich celosvětového ročního obratu a navíc penalizace až do výše 5 % průměrného denního celosvětového obratu za každý den prodlení s plněním nápravných opatření, prozatímních opatření a závazků. Pokud porušování přetrvává a způsobí uživatelům vážnou újmu a zahrnuje trestné činy ohrožující životy nebo bezpečnost osob, může Komise jako krajní opatření nařídit dočasné pozastavení služby.

## Velmi velké online platformy
Seznam velmi velkých online platforem (VLOP - Very Large Online Platform), které budou muset splňovat požadavky již od 25. srpna 2023 zveřejnila Evropská komise 23. dubna 2023. Seznam původně zahrnoval 19 subjektů, které měly v EU k 17. únoru 2023 více než 45 milionů aktivních uživatelů měsíčně. Další subjekty jsou doplňovány průběžně:
- Alibaba AliExpress
- Amazon Store
- Apple AppStore
- Booking.com
- Facebook
- Google Play
- Google Maps
- Nákupy Google
- Instagram
- LinkedIn
- Pinterest
- PornHub (přidáno 20. prosince 2023)[23]
- Shein (přidáno 26. dubna 2024)[24]
- Snapchat
- Stripchat (přidáno 20. prosince 2023)[23]
- Temu (přidáno 31. května 2024)[25]
- TikTok
- Wikipedie
- X (dříve Twitter)
- XNXX (přidáno 10. července 2024)[26]
- XVideos (přidáno 20. prosince 2023)[23]
- YouTube
- Zalando

Velmi velké online vyhledávače (VLOSE - Very Large Online Search Engines):
- Bing
- Vyhledávání Google

Společnosti Amazon a Zalando zahájily u Tribunálu řízení, v němž se snaží zpochybnit zařazení mezi VLOP s odkazem na nerovné zacházení ve srovnání s jinými velkými maloobchodníky a že jejich hlavními obchodními modely je maloobchod, který nedistribuuje obsah/produkty třetích stran. Zalando zpochybňuje transparentnost kritérií a metodiky, například v tom, jak jsou počítáni aktivní uživatelé. Podle Amazonu jsou pravidla pro VLOP nepřiměřená jeho obchodnímu modelu a požádal, aby byl zproštěn transparentnosti ohledně cílených reklam. Proti zařazení mezi VLOP se odvolaly i Apple Appstore a TikTok.
K prosinci 2023 obdrželo 13 VLOP žádost o informace (RFI), jako součást postupu pro ověření souladu s DSA. 20. prosince 2023 byly přidány 3 další platformy, z nichž všechny poskytují obsah pro dospělé. Další 3 platformy byly přidány do listopadu 2024.

## Legislativní historie
Online platformy hrají ústřední roli v našich životech. Hrstka těchto platforem se stala hlavním zdrojem informací pro většinu lidí. Využívají naše data k  expanzi na nové trhy. Přestože nemají sídlo v Evropě, ovládají přístup k jednotnému trhu EU pro evropské malé a střední podniky. Pravidla pro digitální služby byla stará dvacet let, vznikla v době, kdy Google byl ještě garážový projekt a chytré mobily byly v nedohlednu. Svět se změnil a stejně tak bylo nutno změnit pravidla.
Nařízení o digitálních službách je mimo jiné též reakcí na některá rizika, která vedle nesporných výhod přináší rychlá digitalizace téměř všech aspektů moderního života, jmenovitě například dezinformace a podvodná reklama.
Evropská komise jej předložila Evropskému parlamentu a Radě dne 15. prosince 2020 spolu se zákonem o digitálních trzích (DMA).
Pokud jde o nelegální obsah na platformách, vychází DSA z velké části z nezávazného doporučení Komise 2018/314 ze dne 1. března 2018. Je důslednější v řešení témat jako jsou dezinformace a další rizika, zejména na velmi velkých online platformách. V rámci přípravné fáze vedla Evropská komise mezi červencem a zářím 2020 veřejnou konzultaci o balíčku s cílem shromáždit podklady. Posouzení dopadů, včetně příslušných podkladů, bylo zveřejněno 15. prosince 2020 zároveň s návrhem nařízení.
Dne 20. ledna 2022 Evropský parlament přijal pozměňovací návrhy k DSA pro reklamu bez sledovacích prvků, zákaz používání údajů nezletilých pro cílenou reklamu a nové právo uživatelů požadovat náhradu škody. V návaznosti na odhalení Facebook Files a slyšení whistleblowerky Facebooku Frances Haugen v Evropském parlamentu Evropský parlament posílil pravidla pro boj proti dezinformacím a škodlivému obsahu a zpřísnil požadavky na audit.
Rada Evropské unie přijala svůj postoj dne 25. listopadu 2021, částečně v návaznosti na obvinění a stížnosti, že Irish Data Protection Watchdog nedohlíží účinně na pravidla ochrany údajů EU proti platformám. Nejvýznamnější změny jsou:
- výslovné zarhnutí online vyhledávačů
- posílení ochrany nezletilých
- přísnější pravidla pro VLOP
- rozšíření povinností na všechny hostingové služby
- právo vnitrostátních orgánů vydávat příkazy ohledně nelegálního obsahu přímo poskytovatelům služeb, ti mají zároveň povinnost informovat o provedených opatřeních

Dne 6. dubna 2022 byl přijat Zákon o správě údajů (DGA),> který vytváří právní rámec pro společné datové prostory v Evropě, což zvýší sdílení dat v odvětvích financí, zdravotnictví, životního prostředí a dalších. 
Výraznou motivací pro přijetí nové legislativy bylo, že Rusko používá platformy sociálních médií k šíření dezinformací, například o ruské invazi na Ukrajinu. Cílem bylo zajistit, že hlavní technologické platformy budou transparentní a řádně regulované. Dne 22. dubna 2022 dosáhly Rada Evropské unie a Evropský parlament po šestnácti hodinách jednání dohody o zákonu o digitálních službách, která potvrdila rozdělení legislativy do dvojice návrhů — nařízení o digitálních službách, které reguluje obsah, a zákon o digitálních trzích, který reguluje hospodářskou soutěž a má za cíl zabránit zneužívání moci dominantních společností vůči menším konkurentům. 
Dne 5. července 2022 schválil Evropský parlament jak DSA, tak DMA, následně 4. října 2022 bylo DSA odsouhlaseno i Evropskou radou.< DSA bylo přijato dne 19. října 2022 a bylo zveřejněno v Úředním věstníku Evropské unie dne 27. října 2022. V platnost vstoupilo dne 16. listopadu 2022. Většina služeb dostala 15 měsíců na splnění jeho ustanovení (do 17. února 2024). „Velmi velké“ online platformy a vyhledávače však měly povinnost splnit požadavky do 4 měsíců od okamžiku, kdy za takové byly označeny (do 23. srpna 2023).

### Vliv Evropského soudu pro lidská práva
DSA byla schválena spolu se Zákonem o digitálních trzích a Akčním plánem pro demokracii. Druhý z nich se zaměřuje na upřesnění jemných hranic právního výkladu svobody projevu na digitálních platformách, základního práva, které je chráněno Evropským soudem pro lidská práva (ESLP) a Evropskou úmluvou o lidských právech. Jak Akční plán pro demokracii, tak následně DSA byly silně ovlivněny případy Delfi AS proti Estonsku a Magyar Tartalomszolgáltatók Egyesülete a Index.hu Zrt proti Maďarsku, které dříve ESLP řešil. Jeho rozsudky stanovily rámec pro posouzení odpovědnosti zprostředkovatele na digitálních platformách.
Ve věci Delfi AS proti Estonsku ESLP vyhodnocoval, zda rozhodnutí estonských soudů činit online platformu Delfi odpovědnou za projevy nenávisti zveřejněné jejími uživateli bylo přiměřeným omezením práva společnosti Delfi na svobodu projevu. Soud shledal, že estonské soudy chránily práva ostatních a vzhledem k závažné povaze nenávistných projevů byla jejich rozhodnutí oprávněná. ESLP zdůraznil, že od platforem lze očekávat, že přijmou proaktivní kroky ke kontrole obsahu, pokud existuje jasné riziko škod v důsledku nezákonných komentářů. Tento případ zdůraznil odpovědnost platforem za prevenci šíření škodlivého obsahu.
Případ MTE a Index.hu proti Maďarsku naznačil jemné hranice svobody slova na digitálních platformách. ESLP došel k závěru, že maďarské soudy nedokázaly dosáhnout spravedlivé rovnováhy mezi ochranou pověsti a zajištěním svobody projevu. V tomto případě sice komentáře uživatelů byly urážlivé, ale nešlo o nenávistné projevy, navíc byly ihned po upozornění smazány. Rozhodnutí maďarských soudů bylo proto nepřiměřené. ESLP rozhodl, že uvalení objektivní odpovědnosti na platformy za komentáře uživatelů bez zohlednění povahy komentářů nebo kontextu, ve kterém byly učiněny, by mohlo narušit svobodu projevu. Tento rozsudek zdůraznil potřebu rovnováhy mezi ochranou pověsti a prosazováním svobody projevu. 
Rozhodovací proces EU v rámci přípravy DSA byl ovlivněn tím, že ESLP v uvedených kauzách vycházel z analýzy proporcionality a rozlišoval mezi různými typy nezákonného obsahu. Proto byla do DSA začleněna odlišná pravidla o odpovědnosti zprostředkovatele, aby opatření přijatá platformami nepřiměřeně neomezovala šíření informací a svobodu projevu uživatelů.

## Reakce
Reakce médií na nařízení o digitálních službách byly smíšené. Pozitivní komentáře často citovaly whistleblowerku Frances Haugen, podle níž by DSA mohlo definovat „zlatý standard“ regulace platforem po celém světě a USA by se mohly těmito pravidly inspirovat. Někteří se domnívají, že DSA bude přímo utvářet americký pohled na technologické soukromí a že některé platformy zavedou evropská pravidla celosvětově.
Analýze DSA včetně jejího zavádění a vynucování je věnován akademický projekt Digital Services Act Observatory vedený Institutem informačního práva na Amsterdamské univerzitě. Někteří akademičtí odborníci vyjádřili obavy, že nařízení může být příliš rigidní a dirigující, případně přehnaně zaměřené na individuální rozhodování o obsahu nebo posuzování vágních rizik.
Některé organizace občanské společnosti upozorňovaly už ve fázi projednávání na určité aspekty, které je možno potenciálně zneužít, protože DSA může sloužit jako inspirace pro další regiony. V závislosti na svém zaměření vyzývaly například k silnější ochraně soukromí, k ukončení nekalého sledování a profilování, případně požadovaly přísnější omezení cílené reklamy a změnu nastavení doporučovacích algoritmů, aby v základním nastavení nepoužívaly profilování, nebo naopak upozorňovaly na riziko omezení svobody projevu. Advokátní organizace Avaaz přirovnala Nařízení o digitálních službách z hlediska jeho významu k Pařížské dohodě o změně klimatu.
Technologické společnosti a jejich asociace opakovaně kritizovaly velkou zátěž, kterou jim nová pravidla způsobí, a údajnou nejasnost nařízení o digitálních službách. České odborné asociace v podstatě kopírovaly postoje jejich zahraničních protějšků. Technologické společnosti byly obviňovány z lobbingu s cílem podkopat některé důraznější požadavky zákonodárců, zejména zákaz cílené reklamy. Sundar Pichai se omluvil za uniklé dokumenty společnosti Google, které opisovaly plány lobingu proti nařízení o digitálních službách.
Skupina amerických senátorů označila DSA a DMA za diskriminační a tvrdila, že legislativa by se mohla „zaměřit na regulaci hrstky amerických společností, přičemž by nedokázala regulovat podobné společnosti se sídlem v Evropě, Číně, Rusku a jinde“.
Evropský mediální sektor většinou DSA uvítal jako příležitost pro vyvážení vztahů s online platformami. Vzhledem k vlivu, jaký mají platformy na výběr a kontrolu viditelnosti určitých žurnalistických článků před ostatními, vyzvala Evropská federace novinářů zákonodárce EU, aby prostřednictvím DSA zvýšili transparentnost algoritmů platforem.
Interinstitucionální trialogy v pozdější fázi přípravy DSA byly kritizovány pro nedostatek transparentnosti a nestranné účasti. Tato kritika zrcadlí předchozí zkušenosti s přípravou nařízení EU o prevenci online šíření teroristického obsahu a také obecného nařízení o ochraně osobních údajů (GDPR).

## Česko
Členské státy měly povinnost do 17. února 2024 určit národní digitální koordinátory, kteří budou dohlížet na plnění povinností souvisejících s přijatou legislativou. Digitálním koordinátorem v Česku je na základě rozhodnutí vlády Český telekomunikační úřad, který již dříve působil v oblasti elektronických komunikací.